# Julie de bonne espérance
Julie de bonne espérance est un roman de Jean-Guy Soumy publié en 1996.

## Résumé
De retour de 7 ans d'Algérie en 1847, Maxime revient chez ses parents près de Limoges. Ils lui avaient écrit que sa femme, Julie, 24 ans, était morte. Ils lui disent qu'elle est partie avec un autre. Il apprend que l'autre est Térence, chef naveteau, flotteur de bois. À Saint-Priest, il sauve Fendu, gamin naveteau, et trouve Térence qui l'embauche puis le blesse, mais Fendu le sauve. Il apprend que son frère avait dit à Julie qu'il était mort. À la suite de méfaits, il est incarcéré à Limoges. En 1848 Louis-Philippe abdique. Maxime est libéré et retrouve Fendu. Il retrouve Julie qui quitte son amant en pleine révolution limougeaude. Le grand-père de Julie les envoie en Amérique où ils emmènent Fendu.